# Takeshi Mizuuchi
Takeshi Mizuuchi (水内 猛, Mizuuchi Takeshi, Kanagawa, 19 november 1972) is een Japans voormalig voetballer die als aanvaller speelde.

## Clubcarrière
Mizuuchi begon zijn carrière in 1991 bij Mitsubishi Motors, de voorloper van Urawa Reds. In 6 jaar speelde hij er 50 competitiewedstrijden en scoorde 10 goals. Hij tekende in 1996 bij Brummell Sendai. In 2 jaar speelde hij er 43 competitiewedstrijden en scoorde 18 goals. Mizuuchi beëindigde zijn spelersloopbaan in 1997.

## Statistieken

### J.League
| Seizoen | Club       | Competitie | J.League | J.League | J.League Cup | J.League Cup | Totaal | Totaal |
| Seizoen | Club       | Competitie | Wed.     | Dlp.     | Wed.         | Dlp.         | Wed.   | Dlp.   |
| ------- | ---------- | ---------- | -------- | -------- | ------------ | ------------ | ------ | ------ |
| 1992    | Urawa Reds | J1 League  | -        | -        | 0            | 0            | 0      | 0      |
| 1993    | Urawa Reds | J1 League  | 18       | 7        | 4            | 1            | 22     | 8      |
| 1994    | Urawa Reds | J1 League  | 20       | 2        | 2            | 1            | 22     | 3      |
| 1995    | Urawa Reds | J1 League  | 10       | 1        | -            | -            | 10     | 1      |
| Totaal  | Totaal     | Totaal     | 48       | 10       | 6            | 2            | 54     | 12     |